# Dread Central
Dread Central este un website american fondat în 2006 specializat în știri, interviuri și recenzii din domeniul horror. Prezintă filme, benzi desenate, romane și jucării cu tematică horror. Dread Central a câștigat premiul Rondo Hatton Classic Horror pentru cel mai bun website  și a fost ales ca site-ul săptămânii AMC în 2008.
A fost fondat la 4 iulie 2006.
În 2017, Dread Central Media a fost cumpărat de Epic Pictures Group. Studioul independent a anunțat că va lansa o nouă etichetă de distribuție specializată în filmele de groază lansate în cinematografe și la cerere. La 29 ianuarie 2019, a fost redenumit DREAD. Primul lor film produs de studioul propriu, The Golem, va fi primul film sub sigla DREAD Originals.
- Book of Monsters
- Director's Cut[9]
- Extremity
- The Golem
- Imitation Girl
- Lasso
- The Lodgers
- Slay Belles
- Terrifier
- To Hell and Back: The Kane Hodder Story
- Vidar the Vampire
- Villmark Asylum
- Zombiology: Enjoy Yourself Tonight
- Zone of the Dead

## Legături externe
- Official web site